# Brandon Duckworth
Brandon J. Duckworth (né le 23 janvier 1976 à Salt Lake City, Utah, États-Unis) est un ancien lanceur droitier des Ligues majeures de baseball.

## Carrière
Après avoir été drafté tour à tour par les Blue Jays de Toronto (en 30e ronde en 1995) et les Diamondbacks de l'Arizona (en 61e ronde en 1996), c'est avec les Phillies de Philadelphie que Brandon Duckworth signe en 1997 son premier contrat professionnel. Il débute dans les majeures le 7 août 2001 et est utilisé comme lanceur partant durant ses deux saisons et demie avec les Phillies.
Le 3 novembre 2003, Duckworth est l'un des trois joueurs transférés aux Astros de Houston en retour du stoppeur Billy Wagner. En 2004 et 2005, les Astros font lancer Duckworth comme partant et comme releveur.
Il joue pour les Royals de Kansas City de 2006 à 2008 avant de passer la saison 2009 en ligue mineure. Signé comme agent libre par Philadelphie en janvier 2010, il passe une saison supplémentaire loin des majeures.
En décembre 2010, il signe avec les Red Sox de Boston.